# Inkster (circonscription électorale)
Pour les articles homonymes, voir Inkster.
Circonscription électorale provinciale du Canada
Inkster est une ancienne circonscription électorale provinciale du Manitoba (Canada). Le nom de la circonscription rappelle John Inkster (1799-1874)  qui fut membre du gouvernement provisoire de Louis Riel, ainsi que l'homme politique Colin Inkster (1843-1934).

## Liste des députés
| Inkster                                                   | Inkster             | Inkster                   | Inkster     | Inkster     | Inkster |
| Nom                                                       | Nom                 | Parti                     | Mandat      | Législature |         |
| --------------------------------------------------------- | ------------------- | ------------------------- | ----------- | ----------- | ------- |
|                                                           | Morris Gray         | Co-operative Commonwealt  | 1958 - 1959 | 25e         |         |
|                                                           | Morris Gray         | Co-operative Commonwealt  | 1959 - 1961 | 26e         |         |
|                                                           | Morris Gray         | Néo-démocrate             | 1961 - 1962 | 26e         |         |
|                                                           | Morris Gray         | Néo-démocrate             | 1962 - 1966 | 27e         |         |
|                                                           | Sidney Green        | Néo-démocrate             | 1966 - 1969 | 28e         |         |
|                                                           | Sidney Green        | Néo-démocrate             | 1969 - 1973 | 29e         |         |
|                                                           | Sidney Green        | Néo-démocrate             | 1973 - 1977 | 30e         |         |
|                                                           | Sidney Green        | Néo-démocrate             | 1977 - 1979 | 31e         |         |
|                                                           | Sidney Green        | Indépendant néo-démocrate | 1979 - 1981 | 31e         |         |
|                                                           | Sidney Green        | Progressiste              | 1981 - 1981 | 31e         |         |
|                                                           | Don Scott           | Néo-démocrate             | 1981 - 1986 | 32e         |         |
|                                                           | Don Scott           | Néo-démocrate             | 1986 - 1988 | 33e         |         |
|                                                           | Kevin Lamoureux     | Libéral                   | 1988 - 1990 | 34e         |         |
|                                                           | Kevin Lamoureux     | Libéral                   | 1990 - 1995 | 35e         |         |
|                                                           | Kevin Lamoureux     | Libéral                   | 1995 - 1997 | 36e         |         |
|                                                           | Kevin Lamoureux     | Libéral indépendant       | 1997 - 1998 | 36e         |         |
|                                                           | Kevin Lamoureux     | Libéral                   | 1998 - 1999 | 36e         |         |
|                                                           | Becky Barrett       | Néo-démocrate             | 1999 - 2003 | 37e         |         |
|                                                           | Kevin Lamoureux (2) | Libéral                   | 2003 - 2007 | 38e         |         |
|                                                           | Kevin Lamoureux (2) | Libéral                   | 2007 - 2011 | 39e         |         |
| Circonscription dissoute parmi The Maples et Tyndall Park |                     |                           |             |             |         |